# Los Lobos
Los Lobos é uma banda de rock mexicano-estadunidense, formada em East Los Angeles na Califórnia, em 1973. Sua música é altamente influenciada pela música country, folk, R&B e músicas tradicionais mexicanas e espanholas. Ganharam fama internacional quando gravaram uma versão da canção La Bamba, para o filme de mesmo nome sobre o cantor Ritchie Valens.

## Membros
- David Hidalgo - Vocal, Guitarra
- Louie Pérez - Vocal, Guitarra, Bateria
- Cesar Rosas - Vocal, Guitarra
- Conrad Lozano - Vocal, Baixo
- Steve Berlin - Teclado

## Discografia

### Álbuns
- Si Se Puede!, 1976
- Los Lobos Del Este De Los Angeles, 1978 em vinil, regravado como CD em 2000
- ...And a Time to Dance, 1983
- How Will the Wolf Survive?, 1984
- By the Light of the Moon, 1987
- La Pistola y El Corazón, 1988
- The Neighborhood, 1990
- Kiko, 1992
- Music for Papa's Dream, 1995
- Colossal Head, 1996
- This Time, 1999
- Good Morning Aztlán, 2002
- The Ride, 2004
- Ride This - The Covers EP, 2004
- Live at the Fillmore, 2005
- Acoustic En Vivo, 2005
- The Town and the City, 2006
- Los Lobos Goes Disney, 2009
- Tin Can Trust, 2010

## Prêmios e Indicações
A banda Los Lobos recebeu vários prêmios e indicações ao longo de sua carreira, a saber:
- Grammy Awards: Los Lobos ganhou vários Grammy Awards ao longo dos anos, incluindo um Grammy de Melhor Performance de Música Mexicana-Americana em 1983 pelo álbum "Anselma" e outro Grammy de Melhor Álbum de Latin Rock/Alternative Album em 2009 pelo álbum "Los Lobos Goes Disney." Também recebeu uma indicação de Melhor Performance de Rock Instrumental com a canção "Do the Murray".

- Grammy Hall of Fame: A canção "La Bamba", que foi um grande sucesso da banda, foi incluída no Grammy Hall of Fame em reconhecimento à sua importância histórica na música.

- MTV Video Music Awards: A banda foi indicada ao MTV Video Music Award na categoria de Melhor Vídeo de Artista Latino em 1988 pelo vídeo da música "La Bamba".

- Latin Grammy Awards: Los Lobos recebeu várias indicações ao Latin Grammy Awards ao longo dos anos.

- Hollywood Walk of Fame: Em 1999, Los Lobos recebeu uma estrela na Calçada da Fama de Hollywood, em reconhecimento às suas contribuições para a indústria da música.